# Biennale de l'environnement
Les Biennales de l'environnement sont nées en 2000 en France. Elles sont organisées par le Conseil départemental de Seine-Saint-Denis.
Une biennale regroupe de nombreux acteurs (associations, entreprises, collectivités territoriales) impliqués dans le développement durable.

## Histoire
- En 2004, elle a lieu du 23 au 26 septembre[1].
- En 2006, elle a lieu du 28 septembre[2] au 1er octobre à Bobigny[3].
- En 2008, elle a lieu du 25 au 28 septembre[4].